# Die Geliebte des Priesters
Die Geliebte des Priesters (Originaltitel: Pieces of Dreams) ist ein US-amerikanischer von United Artists Spielfilm des Regisseurs Daniel Haller aus dem Jahr 1970. Für den Filmsong Pieces of Dreams wurden Alan Bergman, Marilyn Bergman und Michel Legrand für die Oscarverleihung 1971 für den Oscar nominiert.

## Handlung
Der junge katholische Priester Gregory Lind lernt in dem Melodrama die wohlhabende Witwe und Sozialarbeiterin Pamela Gibson kennen und beginnt mit ihr ein Liebesverhältnis. Er gerät hierdurch in Zwiespalt. Als auch seine Mutter und Schwester ihn nicht überzeugen können Priester zu bleiben, und Pamela ihn vor die Wahl zwischen ihr und der Kirche stellt, erklärt Lind gegenüber dem Bischof seinen Rücktritt.

## Entstehung
Die Verfilmung des Romans The Wine and the Music von William E. Barrett wurde in Albuquerque in New Mexico und Kansas City in Missouri gedreht. Premiere feierte Die Geliebte des Priesters am 23. September 1970 in Los Angeles.

## Rezeption
Das Lexikon des Internationalen Films beurteilte Die Geliebte des Priesters als „flüchtig und voller übergroßer Klischees inszeniert“, das Bild der katholischen Kirche sei vorkonzilar.
In der New York Times wurde Die Geliebte des Priesters 1970 als wirklich furchtbarer kleiner Film bezeichnet.